# Доложи, 07
«Доложи, 07» (пол. 07 zgłoś się) — польский детективный телесериал, снятый Польским телевидением и демонстрировавшийся в 1976—1987 годах. Один из самых популярных телесериалов в Польше середины 1970-х — 1980-х годов.
Сериал посвящён работе сотрудников криминального отдела Варшавского управления Гражданской милиции (MO) ПНР и сочетает в себе элементы как полицейской драмы, так и боевика.
Состоит из 21 серии, снимавшихся в течение пяти сезонов:
серии 1—4 (1976), 5—9 (1978), 10—14 (1981), 15—18 (1984), 19—21 (1987).

## Сюжет
Каждая из 21 серий представляет собой отдельную детективную историю, связанную с остальными лишь главным героем — сотрудником криминальной службы криминального отдела Варшавского управления MO поручником Славомиром Боревичем, который расследует очередное преступление. «07» — это его позывной в системе милицейской радиосвязи.
Вместе с Боревичем на протяжении ряда серий действуют и другие офицеры милиции — его непосредственный начальник майор Вольчик (серии 1—6, 8, 10—17, 19—20) и напарник — поручник Антоний Зубек (серии 1—14) (последнего в сериях 15—21 сменил его племянник (сын сестры Зубека), поручник Вальдемар Яшчук). В числе сотрудников Боревича есть и женские персонажи — сержанты милиции Эва Ольшанская (серии 5—13, 15—18) и Анна Сикора (серии 19—21).
Сюжет каждой из серий, а также список действующих в них лиц и их исполнителей приводится ниже.

## Серии по сезонам

### Сезон 1 (1976)

#### Серия 1. Майор откладывает операцию (пол.Major opóźnia akcję)
- Продолжительность 53 минуты
- Режиссёр Кшиштоф Шмагер
- Литературный первоисточник — повесть «Майор откладывает операцию» Марцина Дора (псевдоним Александра Минковского)

##### Сюжет
В банде «Инженера» появляется новый «человек с прошлым», только вышедшего из тюрьмы. В банде на широкую ногу поставлен нелегальный бизнес — скупка валюту, контрабанда икон, золотых изделий и произведений искусства. У полиции, между тем, не хватает улик для привлечения преступников к ответственности…
Люди «Инженера» берут новичка для «черной работы» — выбивания долгов, запугивания и силового принуждения непокорных, контроля над строптивыми гангстерами Побережья (в частности, в Сопоте). Новичок зарекомендовал себя с самой лучшей стороны. В конце концов он удостаивается чести личного знакомства с «Инженером», который вводит его в руководящую иерархию банды и назначает ответственным за сбор долгов. А тут и Иза, подельница «Инженера», предлагает новичку перейти в конкурирующую банду «Чёрного» с Побережья…
Попутно, однако, выясняется, что помимо «основной работы», новичок занимается ещё кое-чем — а именно, изучением состава банды, каналов сбыта, соучастников гангстеров в государственных структурах. Когда сведений набирается достаточно, членов банды «Инженера» и других гангстеров с побережья арестовывают…
Этим новичком оказывается не кто иной, как поручник Славомир Боревич, новый сотрудник криминального отдела Варшавского управления Гражданской милиции. Выясняется, что Боревичу удалось столь глубоко проникнуть в преступный мир потому, что в Польше до этого его мало кто знал: перед этим он выполнял задание в Англии. Непосредственный начальник Боревича, майор Вольчик, поздравляет его с успешным выполнением задания и представляет ему нового напарника — поручника Зубека.

##### Действующие лица и исполнители
- Бронислав Цесляк — поручник Славомир Боревич
- Здзислав Козень — поручник Антоний Зубек
- Здзислав Тобяш — майор Волчик
- Гражина Внук — Марта Калиновская
  - oзвучила Ядвига Янковская-Цесляк
- Эдмунд Феттинг — «Инженер», главарь банды
- Здзислав Словинский — Ян Кречет, член банды «Инженера», «работодатель» Боревича
- Станислав Игар — рыбак Ключняк, член банды «Черного»
  - oзвучил Здзислав Шиманский
- Хенрик Биста — Трепкевич, он же «Черный», главарь банды с Побережья
- Барбара Баргеловская — Иза, член банды «Инженера»
- Анита Дымшувна — Анна Тышко, должница «Инженера»
- Дорота Кавенцкая — сотрудник милиции Элька Ивановская (также в сериях 3 и 4)

#### Серия 2. Кулон (пол.Wisior)
- Продолжительность 50 минут
- Режиссёр Кшиштоф Шмагер
- Литературный первоисточник —

##### Действующие лица и исполнители
- Бронислав Цесляк — поручник Славомир Боревич
- Здзислав Козень — поручник Антоний Зубек
- Здзислав Тобяш — майор Волчик
- Эва Далковская — проститутка «Маркиза»
- Юзеф Нальберчак — Тымовский, руководитель кино
- Кшиштоф Майхжак — Михал
- Леон Петрашкевич — Чудрас
- Зофья Мерле — жена Чудраса
- Вацлав Ковальский — Долмонтович, таксист
- Витольд Калуский — руководитель ювелирного магазина
- Теодор Гендера — нелюбезный милиционер

#### Серия 3. Странный случай (пол.Dziwny wypadek
- Продолжительность 47 минут
- Режиссёр Кшиштоф Шмагер
- Литературный первоисточник —

##### Действующие лица и исполнители
- Бронислав Цесляк — поручник Славомир Боревич
- Здзислав Козень — поручник Антоний Зубек
- Здзислав Тобяш — майор Волчик
- Ванда Коческая — Иоанна Волиньская
- Ян Махульский — доцент Яцек Вереда
- Здзислав Шимборский — милиционер в центре начальства

#### Серия 4. 300 тысяч в новых банкнотах (пол.300 tysięcy w nowych banknotach
- Продолжительность 49 минут
- Режиссёр Кшиштоф Шмагер
- Литературный первоисточник — Ежи Эдигей

##### Действующие лица и исполнители
- Бронислав Цесляк — поручник Славомир Боревич
- Здзислав Козень — поручник Антоний Зубек
- Здзислав Тобяш — майор Волчик
- Барбара Брыльска — Ева
- Мечислав Милецкий — Сухецкий
- Войцех Высоцкий — Кшиштоф
- Здзислав Шимборский — милиционер в центре начальства
- Анджей Красицкий — владелец автомобильной мастерской
- Ирена Лясковская — владелица приюта для зверей

### Сезон 2 (1978)

#### Серия 5. 24 часа расследования (пол.24 godziny śledztwa
- Продолжительность 57 минут
- Режиссёр Кшиштоф Шмагер
- Литературный первоисточник —

##### Действующие лица и исполнители
- Бронислав Цесляк — поручник Славомир Боревич
- Здзислав Козень — поручник Антоний Зубек
- Здзислав Тобяш — майор Волчик
- Эва Кузык-Флёрчак — сержант Эва Ольшанская
- Анджей Шалявский — Лука Улиньский
- Ян Пехоциньский — Адам Фордон
- Ханна Станкувна — Иоанна Хилиньская-Клысь, историк искусства
- Эва Блащик — Зося, милиционер

#### Серия 6. Золотая чаша с рубинами (пол.Złoty kielich z rubinami
- Продолжительность 58 минут
- Режиссёр Кшиштоф Шмагер
- Литературный первоисточник —

##### Действующие лица и исполнители
- Бронислав Цесляк — поручник Славомир Боревич
- Здзислав Козень — поручник Антоний Зубек
- Здзислав Тобяш — майор Волчик
- Эва Кузык-Флёрчак — сержант Эва Ольшанская
- Анна Ярачувна — дворника
- Ханна Станкувна — Иоанна Хилиньская-Клысь, историк искусства

#### Серия 7. Грязное дело (пол.Brudna sprawa
- Продолжительность 59 минут
- Режиссёр Кшиштоф Шмагер
- Литературный первоисточник —

##### Действующие лица и исполнители
- Бронислав Цесляк — поручник Славомир Боревич
- Здзислав Козень — поручник Антоний Зубек
- Эва Кузык-Флёрчак — сержант Эва Ольшанская
- Моника Немчик — Ева Грабик, проститутка «Скарбона»
- Ирена Ковнас — повитуха
- Анджей Копичиньский — камео
- Станислав Микульский — камео
- Эва Вишневская — камео
- Иоланта Лёте — камео
- Кшиштоф Ковалевский — камео
- Славомир Линднер — дедушка Йольки Хельштыньской

#### Серия 8. Почему ты убил мою маму? (пол.Dlaczego pan zabił moją mamę?
- Продолжительность 54 минуты
- Режиссёр Кшиштоф Шмагер
- Литературный первоисточник —

##### Действующие лица и исполнители
- Бронислав Цесляк — поручник Славомир Боревич
- Здзислав Козень — поручник Антоний Зубек
- Здзислав Тобяш — майор Волчик
- Эва Кузык-Флёрчак — сержант Эва Ольшанская
- Ханна Балиньская — Иоанна Костшевская

#### Серия 9. Расписание поездов (пол.Rozkład jazdy
- Продолжительность 73 минуты
- Режиссёр Анджей-Ежи Пётровский
- Литературный первоисточник —

##### Действующие лица и исполнители
- Бронислав Цесляк — поручник Славомир Боревич
- Здзислав Козень — поручник Антоний Зубек
- Эва Кузык-Флёрчак — сержант Эва Ольшанская
- Ежи Янечек — поручник
- Эва Шикульская — Ева Рогульская
- Магдалена Целювна — Зофья Сулима
- Веслава Немыска — женщина в Лодзи
- Ежи Беленя — директор цирка
- Бруно Оя — охранник
- Войцех Загурский — защитник кладбища

### Сезон 3 (1981)

#### Серия 10. Гробница семьи фон Рауш / Grobowiec rodziny von Rausch
- Продолжительность 75 минут
- Режиссёр Кшиштоф Шмагер
- Литературный первоисточник —

##### Действующие лица и исполнители
- Бронислав Цесляк — поручник Славомир Боревич
- Здзислав Козень — поручник Антоний Зубек
- Здзислав Тобяш — майор Волчик
- Эва Кузык-Флёрчак — сержант Эва Ольшанская
- Барбара Людвижанка — Изабелла Вроньская, вдова
- Лех Ордон — приходский ксёндз
- Хенрик Махалица — Джон Чеплик

#### Серия 11. Почтовый вагон (пол.Wagon pocztowy
- Продолжительность 61 минута
- Режиссёр Кшиштоф Шмагер
- Литературный первоисточник —

##### Действующие лица и исполнители
- Бронислав Цесляк — поручник Славомир Боревич
- Здзислав Козень — поручник Антоний Зубек
- Здзислав Тобяш — майор Волчик
- Эва Кузык-Флёрчак — сержант Эва Ольшанская
- Ян Цецерский — Галэцкий, электрик
- Артур Барцись — Александер Ольчак

#### Серия 12. Преследуемый самим собой (пол.Ścigany przez samego siebie
- Продолжительность 69 минут
- Режиссёр Кшиштоф Шмагер
- Литературный первоисточник —

##### Действующие лица и исполнители
- Бронислав Цесляк — поручник Славомир Боревич
- Здзислав Козень — поручник Антоний Зубек
- Здзислав Тобяш — майор Волчик
- Эва Кузык-Флёрчак — сержант Эва Ольшанская
- Марек Баргеловский — Францишек Бронович
- Изабелла Трояновская — Иоанна Боревич, бывшая жена поручника
- Ирена Ковнас — Ханышова

#### Серия 13. Выстрел на танцплощадке (пол.Strzał na dancingu
- Продолжительность 85 минут
- Режиссёр Казимеж Тарнас
- Литературный первоисточник — Ежи Эдигей

##### Действующие лица и исполнители
- Бронислав Цесляк — поручник Славомир Боревич
- Здзислав Козень — поручник Антоний Зубек
- Здзислав Тобяш — майор Волчик
- Эва Кузык-Флёрчак — сержант Эва Ольшанская
- Гражина Барщевская — Ханна, стоматолог
- Мечислав Войт — Столярский, начальник нелегального казино
- Игнацы Маховский — Ромский
- Зофья Червиньская — Дидя, барменша
- Эва Шикульская — Тарнавская, директор
- Малгожата Дрозд — портье в нелегальном казино
- Халина Голянко — проститутка

#### Серия 14. Гиены (пол.Hieny
- Продолжительность 90 минут
- Режиссёр Кшиштоф Шмагер
- Литературный первоисточник —

##### Действующие лица и исполнители
- Бронислав Цесляк — поручник Славомир Боревич
- Здзислав Козень — поручник Антоний1 Зубек
- Здзислав Тобяш — майор Волчик
- Пётр Фрончевский — Роберт Валясек
- Гражина Шаполовская — Лидия Дорецкая, проститутка
- Эва Салацкая — проститутка на похоронах
- Йоанна Пакула — проститутка

### Сезон 4 (1984)

#### Серия 15. Сальто-мортале (пол.Skok śmierci
- Продолжительность 69 минут
- Режиссёр Кшиштоф Шмагер
- Литературный первоисточник —

##### Действующие лица и исполнители
- Бронислав Цесляк — поручник Славомир Боревич
- Ежи Рогальский — поручник Вальдемар Яшчук, племянник (сын сестры) поручника Зубека
- Здзислав Тобяш — майор Волчик
- Эва Кузык-Флёрчак — сержант Эва Ольшанская
- Кароль Страсбургер — Адам Кунце, циркач
- Ежи Лапиньский — доктор Ежи Марчевский, продавец японских серег
- Пётр Фрончевский — мужчина у столика в Клубе Актёра
- Эльжбета Зайонцувна — жена поручника Ящука
- Рышарда Ханин — хозяйка приходского ксёндза

#### Серия 16. След перчатки (пол.Ślad rękawiczki
- Продолжительность 71 минута
- Режиссёр Кшиштоф Шмагер
- Литературный первоисточник — Ежи Эдигей

##### Действующие лица и исполнители
- Бронислав Цесляк — поручник Славомир Боревич
- Ежи Рогальский — поручник Вальдемар Яшчук, племянник (сын сестры) поручника Зубека
- Здзислав Тобяш — майор Волчик
- Эва Кузык-Флёрчак — сержант Эва Ольшанская
- Ханна Станкувна — Эльжбета, жена доктора Милоша
- Ирена Ковнас — владелица пансионата

#### Серия 17. Ночной убийца (пол.Morderca działa nocą
- Продолжительность 73 минуты
- Режиссёр Кшиштоф Шмагер
- Литературный первоисточник —

##### Действующие лица и исполнители
- Бронислав Цесляк — поручник Славомир Боревич
- Ежи Рогальский — поручник Вальдемар Яшчук, племянник (сын сестры) поручника Зубека
- Здзислав Тобяш — майор Волчик
- Эва Кузык-Флёрчак — сержант Эва Ольшанская
- Леон Немчик — Леон Скотницкий, директор платяной фабрики
- Изабелла Олейник — Моника Токаржевская, психиатр
- Юзеф Перацкий — профессор Токаржевский, психиатр
- Иоланта Воллейко — доктор Ивона Любовецкая
- Анна Милевская — врач на родильном боксе
- Сильвестер Мацеевский — разведчик в гостинице
- Людвик Пак — пациент психушки
- Карина Шафраньская — манекенщица

#### Серия 18. Билет до Франкфурта (пол.Bilet do Frankfurtu
- Продолжительность 67 минут
- Режиссёр Кшиштоф Шмагер
- Литературный первоисточник —

##### Действующие лица и исполнители
- Бронислав Цесляк — поручник Славомир Боревич
- Ежи Рогальский — поручник Вальдемар Яшчук, племянник (сын сестры) поручника Зубека
- Эва Кузык-Флёрчак — сержант Эва Ольшанская
- Лидия Корсакувна — Иоланта Чехович
- Изабелла Олейник — Моника Токаржевская, психиатр
- Павел Унруг — работник бензоколонки
- Тадеуш Сомоги — сторож в дому

### Сезон 5 (1987)

#### Серия 19. Закрыть за собой двери (пол.Zamknąć za sobą drzwi
- Продолжительность 83 минуты
- Режиссёр Кшиштоф Шмагер
- Литературный первоисточник — повесть Юлиуша Гродзиньского «Белый караван» (пол. Biała karawana)
- Премьера: 11 июля 1988 года[4]

##### Действующие лица и исполнители
- Бронислав Цесляк — поручник Славомир Боревич
- Ежи Рогальский — поручник Вальдемар Яшчук, племянник (сын сестры) поручника Зубека
- Здзислав Тобяш — майор Волчик
- Ханна Дуновская — сержант Анна Сикора
- Пётр Фрончевский — поручник Павел Копинский
- Гражина Вольщак — Иовита Попович, капитан югославской милиции

#### Серия 20. «Золотистый» (пол.Złocisty
- Продолжительность 90 минут
- Режиссёр Кшиштоф Шмагер
- Литературный первоисточник —

##### Действующие лица и исполнители
- Бронислав Цесляк — поручник Славомир Боревич
- Ежи Рогальский — поручник Вальдемар Яшчук, племянник (сын сестры) поручника Зубека
- Здзислав Тобяш — майор Волчик
- Ханна Дуновская — сержант Анна Сикора
- Марек Фронцковяк — Кшиштоф Козёл «Литератор»
- Артур Барцись — Юзеф Кузьмак «Пожарный»
- Божена Дыкель — Боженка, барменша в закусочной

#### Серия 21. Прерванный отпуск (пол.Przerwany urlop
- Продолжительность 103 минуты
- Режиссёр Кшиштоф Шмагер
- Литературный первоисточник —

##### Действующие лица и исполнители
- Бронислав Цесляк — поручник Славомир Боревич
- Ежи Рогальский — поручник Вальдемар Яшчук, племянник (сын сестры) поручника Зубека
- Ханна Дуновская — сержант Анна Сикора
- Марцин Троньский — Курт Рольсон, профессиональный убийца
- Барбара Брыльска — София Гамбетти, компаньонка Рольсона
- Дорота Сталиньска — актриса
- Януш Палюшкевич — почтальон
- Эва Серва — служащая пункта проката машин

## Восприятие
Сериал получил большую популярность в Польше середины 1970-х — 1980-х годов, а вместе с ним популярность и узнаваемость обрёл исполнитель главной роли — Бронислав Цесляк.
Тем не менее это его не спасло актёра от репрессий в постсоциалистической Польше. Будучи обвиненным в том, что он сыграл в фильме, создающем позитивный образ одного из карательных органов тоталитарного режима, тем самым став одним из соавторов коммунистической пропаганды, более того, её рупором, Цесляк в 1991 году был уволен с телевидения и в течение семи месяцев не мог найти работы ни по одной из своих специальностей — журналиста, сценариста, актёра.

## Инцидент во время показа сериала
В сентябре 1985 года в городе Торунь, четверо студентов университета Николая Коперника, вторглись в эфир польского телеканала TVP во время трансляции сериала, используя компьютер и  синхронизирующие цепи, четверо студентов заменили трансляцию сериала текстом, призывающим всех граждан бойкотировать выборы.